# ラヴァーン・ジョーンズ＝フェレット
ラヴァーン・ジョーンズ＝フェレット（LaVerne Jones-Ferrette、1981年9月16日-）はアメリカ領ヴァージン諸島の女子陸上競技選手。専門は短距離走。セント・クロイ島出身。
2004年にアテネオリンピックに初出場、100mと200mに出場し2次予選で敗退している。2006年にカルタヘナで開催された中央アメリカ・カリブ海競技大会に出場し100mで銀メダルを獲得した。2008年は北京オリンピックの100mと200mに出場し、共に2次予選まで進出したが再びそこで敗退している。2010年にドーハで開催された世界室内陸上競技選手権大会でジャマイカのベロニカ・キャンベル＝ブラウンに続いてゴールし銀メダルを獲得した。アメリカ領ヴァージン諸島においてプロレベルの陸上競技大会での初のメダルであった。しかしこのメダルはのちにドーピング違反で剥奪された。

## 自己記録
- 60m　　6秒97　（2010年2月6日、世界歴代6位）
- 100m　11秒07　（2012年8月3日）
- 200m　22秒46　（2009年6月1日）